# Dolev
Dolev (hebrejsky דולב, doslova "platan", podle druhu stromu rostoucího v tomto regionu, v oficiálním přepisu do angličtiny Dolev) je izraelská osada a vesnice typu společná osada (jišuv kehilati) na Západním břehu Jordánu v distriktu Judea a Samaří a v Oblastní radě Mate Binjamin.

## Geografie
Nachází se v nadmořské výšce 610 metrů na jižním okraji hornatého regionu Samařska, cca 12 kilometrů severovýchodně od města Modi'in-Makabim-Re'ut, cca 20 kilometrů severozápadně od historického jádra Jeruzalému a cca 37 kilometrů jihovýchodně od centra Tel Avivu.
Na dopravní síť Západního břehu Jordánu je napojena pomocí lokálních silnic číslo 463 (západovýchodní směr) a číslo 450 (severojižní směr). Jde o izolovanou izraelskou osadu situovanou ve vnitrozemí Západního břehu Jordánu. Nachází se cca 10 kilometrů za Zelenou linií, která odděluje území Izraele v mezinárodně uznávaných hranicích. Tvoří ale spolu se sousedními izraelskými obcemi na severní straně územně kompaktní blok zvaný též někdy Guš Talmon (jeho součástí jsou osady Dolev, Talmon a Nachliel, popřípadě ještě osada Chalamiš). Tento blok je ovšem ze všech stran obklopen palestinskými vesnicemi. Jižně od Dolevu je to vesnice Dejr Ibzi, východně Ajn Kinija a na severozápadě al-Džanija.

## Dějiny

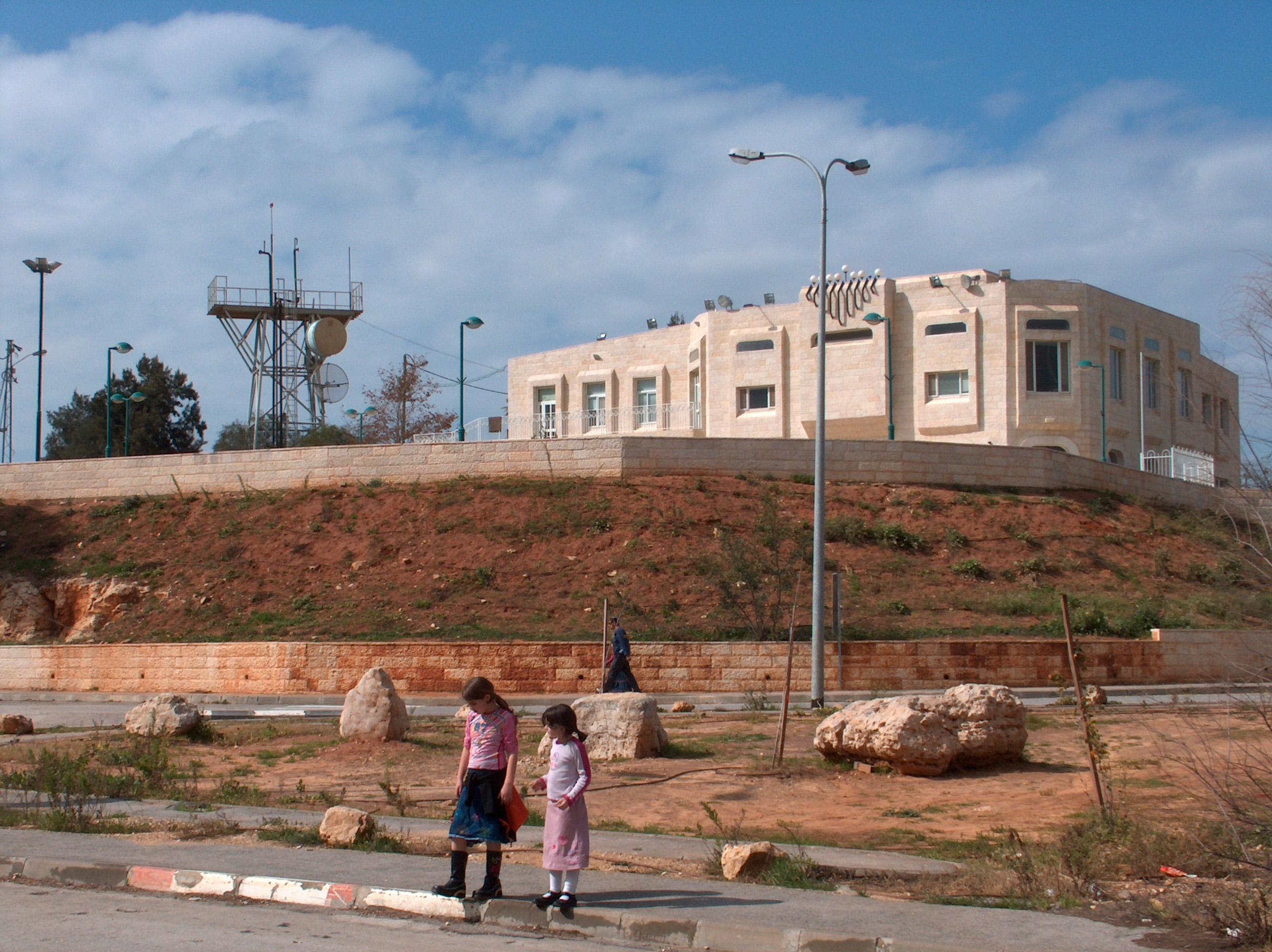
Synagoga v osadě Dolev

Vesnice byla zřízena roku 1983. Konkrétně v říjnu 1983. Už 20. března 1983 rozhodla izraelská vláda změnit několik stávajících polovojenských osad typu nachal na civilní sídla. V dubnu 1983 pak vláda prohlásila, že hodlá na Západním břehu Jordánu zřídit 16 nových osad. Jednou z takových lokalit byl i budoucí Dolev, zmiňovaný pracovně také pod jménem sousední palestinské vesnice jako Ajn Kinija (Ayn Qiniya). K vlastní změně osady typu nachal na civilní sídlo došlo v srpnu 1983.
Počátkem 21. století byla v rámci osady zřízena nová čtvrť Karmej Dolev (כרמי דולב), která sestává z individuálních domků a je určena pro mladé rodiny. V obci je hlavní synagoga se sekcí pro aškenázské i sefardské Židy. Další synagoga stojí ve čtvrti Karmej Dolev. Dále zde fungují mateřské školy a oblastní náboženská základní škola. V okolí obce se nacházejí vinice. Víno zde produkuje firma Jicchaka Herskovitze.

Vzhledem k poloze ve vnitrozemí Západního břehu Jordánu nebyla počátkem 21. století obec zahrnuta do Izraelské bezpečnostní bariéry.

## Demografie
Obyvatelstvo v Dolev je v databázi rady Ješa popisováno jako nábožensky založené. Podle údajů z roku 2014 tvořili naprostou většinu obyvatel Židé (včetně statistické kategorie "ostatní", která zahrnuje nearabské obyvatele židovského původu ale bez formální příslušnosti k židovskému náboženství).
Jde o menší obec vesnického typu s dlouhodobě rostoucí populací. K 31. prosinci 2014 zde žilo 1281 lidí. Během roku 2014 registrovaná populace klesla o 2,2 %.
| Rok            | 1990 | 1991 | 1992 | 1993 | 1994 | 1995 | 1996 | 1997 | 1998 | 1999 | 2000 |
| -------------- | ---- | ---- | ---- | ---- | ---- | ---- | ---- | ---- | ---- | ---- | ---- |
| Počet obyvatel | 271  | 310  | 403  | 424  | 471  | 540  | 609  | 690  | 755  | 850  | 880  |

| Rok            | 2001 | 2002 | 2003 | 2004 | 2005  | 2006  | 2007  | 2008  | 2009  | 2010  | 2011  | 2012  | 2013  | 2014  |
| -------------- | ---- | ---- | ---- | ---- | ----- | ----- | ----- | ----- | ----- | ----- | ----- | ----- | ----- | ----- |
| Počet obyvatel | 907  | 909  | 973  | 963  | 1 034 | 1 100 | 1 154 | 1 230 | 1 137 | 1 195 | 1 282 | 1 306 | 1 310 | 1 281 |